# Riverkings de Cornwall
Les Riverkings de Cornwall sont une équipe de hockey sur glace de Cornwall en Ontario au Canada qui a évolué de 2012 à 2016 dans la Ligue nord-américaine de hockey.

## Historique
Au printemps 2012, après avoir perdu une importante somme d’argent avec leur équipe, les propriétaires du Wild de Windsor décident de vendre leur équipe à un groupe de Cornwall en Ontario. Après plus de six mois de travail, le groupe formé par Mitch Gagné ramène donc une équipe de hockey professionnelle dans la ville de Cornwall.
Lors d’une conférence de presse tenue le 31 mai, la nouvelle organisation formée de Bernard Villeneuve (propriétaire), Wayne Veary (directeur général), Al Wagar (entraîneur chef et directeur général-adjoint), Mitch Gagné (directeur du marketing et responsable des opérations hockey) et Patrick Lacelle (gouverneur et dépisteur) dévoile le nom de l’équipe, les Riverkings de Cornwall,. Le nom de l'équipe, Riverkings de Cornwall, se veut un clin d'œil au Fleuve Saint-Laurent et au chanteur préféré du propriétaire de l’équipe, le King (Elvis Presley).
L’équipe qui évolue au Cornwall Civic Complex est la première de la Ligue nord-américaine de hockey à évoluer à l’extérieur de la province de Québec.
L’ancien premier choix des Capitals de Washington en 2005, Sasha Pokulok est le premier joueur sélectionné par l’équipe lors du repêchage de 2012.

## Statistiques
| Saison    | PJ | V  | D  | N | DP | DTB | BP  | BC  | Pts | Classement | Séries éliminatoires       |
| --------- | -- | -- | -- | - | -- | --- | --- | --- | --- | ---------- | -------------------------- |
| 2012-2013 | 40 | 20 | 17 | - | 1  | 2   | 156 | 176 | 43  | 3e place   | Défaite en demi-finale     |
| 2013-2014 | 40 | 16 | 20 | - | 2  | 2   | 142 | 151 | 36  | 7e place   | Défaite en quart de finale |

## Joueurs de la LNH
Voici les joueurs ayant évolué dans la Ligue nationale de hockey et qui ont porté les couleurs du club :
| Nom             | Nationalité | Parties dans la LNH | Période au club |
| --------------- | ----------- | ------------------- | --------------- |
| Ryan Jardine    | Canada      | 8 parties           | 2013 - 2014     |
| Pat Kavanagh    | Canada      | 14 parties          | 2013 - 2014     |
| Francis Lessard | Canada      | 115 parties         | 2012 - 2014     |
| Éric Meloche    | Canada      | 74 parties          | 2012 - 2014     |
| Yves Sarault    | Canada      | 106 parties         | 2012 - 2014     |